# 胡安·普里姆
胡安·普里姆·普拉特斯（西班牙語：Juan Prim y Prats，西班牙語發音：[ˈxwam ˈpɾin i ˈpɾats]，[ʒuˈam ˈpɾim i ˈpɾats]，1814年—1870年），第一代雷乌斯伯爵、布鲁克子爵、卡斯蒂列霍斯侯爵，是19世纪西班牙将军和政治人物。

## 生平
1814年12月6日出生于雷乌斯。父亲巴勃罗·普里姆曾是陆军中校。他于1834年应征志愿军入伍，年仅19岁就成为加泰罗尼亚伊莎贝拉二世女王第一部队的一名列兵。当年夏天加入第一次卡洛斯战争，迎战卡洛斯派的保守主义者。他在战斗中勇猛无畏，立下了赫赫战功。1835年成为中尉；1838年晋升为上尉。到1840年战争结束，伊莎贝拉二世胜利的时候，他已经是上校，并被授予圣费尔南多大十字勋章。
在第一次卡洛斯战争时期，自由主义者分裂为溫和与進步两大派系。普里姆于1840年加入進步黨。1841年当选塔拉戈纳市立宪议会的民意代表，1843年5月30日在家乡发动反埃斯帕特罗摄政的起义。起义成功后被封为雷烏斯伯爵和布鲁克子爵头衔。埃斯帕特罗失利后流亡海外。
1844年因反对首相纳瓦埃斯的统治而被下令流放到太平洋马里亚纳群岛。然而命令没有被执行，他实际上被软禁在塞维利亚省埃西哈。1847年纳瓦埃斯下台后，华金·弗朗西斯科·帕切科内阁赦免了普里姆。他的朋友，时任陆军大臣费尔南德斯·科尔多瓦将他任命为波多黎各总督，让他远离马德里的权力斗争。在总督任职期间，他平息了丹麦属圣克罗伊岛的奴隶叛乱起义。然而新的起义又开始了，他不得不在1848年9月离开职位返回西班牙。
1853年，他参与了克里米亚战争，炮击圖特拉坎有功，得到了奥斯曼苏丹的嘉奖。1857年1月，普里姆因反对纳瓦埃斯政府，鼓动巴塞罗那、巴伦西亚和萨拉戈萨的起义被捕，后暂时逃亡法国維希。几个月后纳瓦埃斯下台，他支持新上任的首相莱奥波尔多·奥唐奈，并暂时离开进步党，加入自由联盟。1859年参加了摩洛哥战争，在得土安战役中取得了决定性胜利。1860年4月返回阿利坎特，10月返回家乡时，受到了人民的热情迎接，被伊莎贝拉二世女王授予卡斯蒂列霍斯侯爵称号。
1861年至1862年，他率军远征墨西哥，期间也是美国内战联邦军的支持者。在回到西班牙后，他一直在策划反纳瓦埃斯和保守党的起义，然而却屡遭失败。1866年1月，他在一次谋反行动中失利，被迫穿越拉曼恰和托萊多山脈来到葡萄牙，后又流亡至伦敦和巴黎。1868年9月19日，由普里姆、弗朗西斯科·塞拉诺和包蒂斯塔·托佩特等将军在加的斯港口发动暴乱，几天后引起了全国范围内叛军的迅速响应，史称“西班牙光荣革命”。革命直接结束了伊莎贝拉二世女王的统治，在10月8日成立了塞拉诺将军临时政府。普里姆于1869年6月上任首相。
为了选择新任国王，普里姆他们首先邀请了霍亨索伦的利奥波德亲王，这个提议遭到了法国的强烈反对，并成为普法战争的导火索。1870年11月16日，他选择了意大利王国的二王子奥斯塔公爵阿玛迪奥一世为国王。但在12月下旬国王到来的时候，普里姆遭遇身份不明者的枪击而身亡。他的真实死因与死亡日期目前还是未解之谜。

## 图集

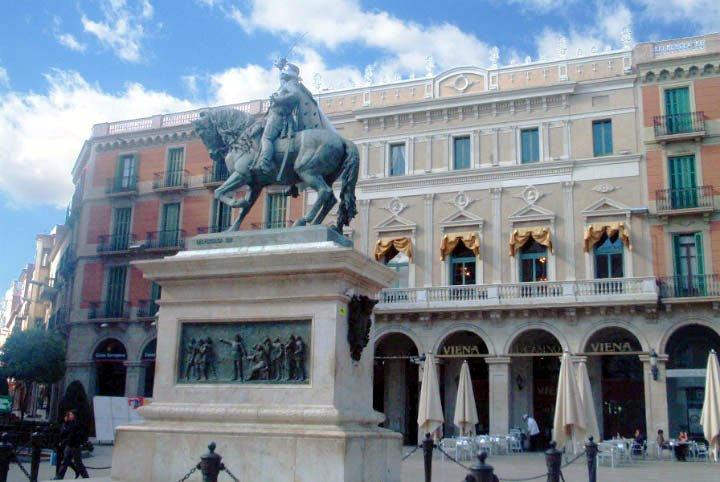
雷乌斯纪念像
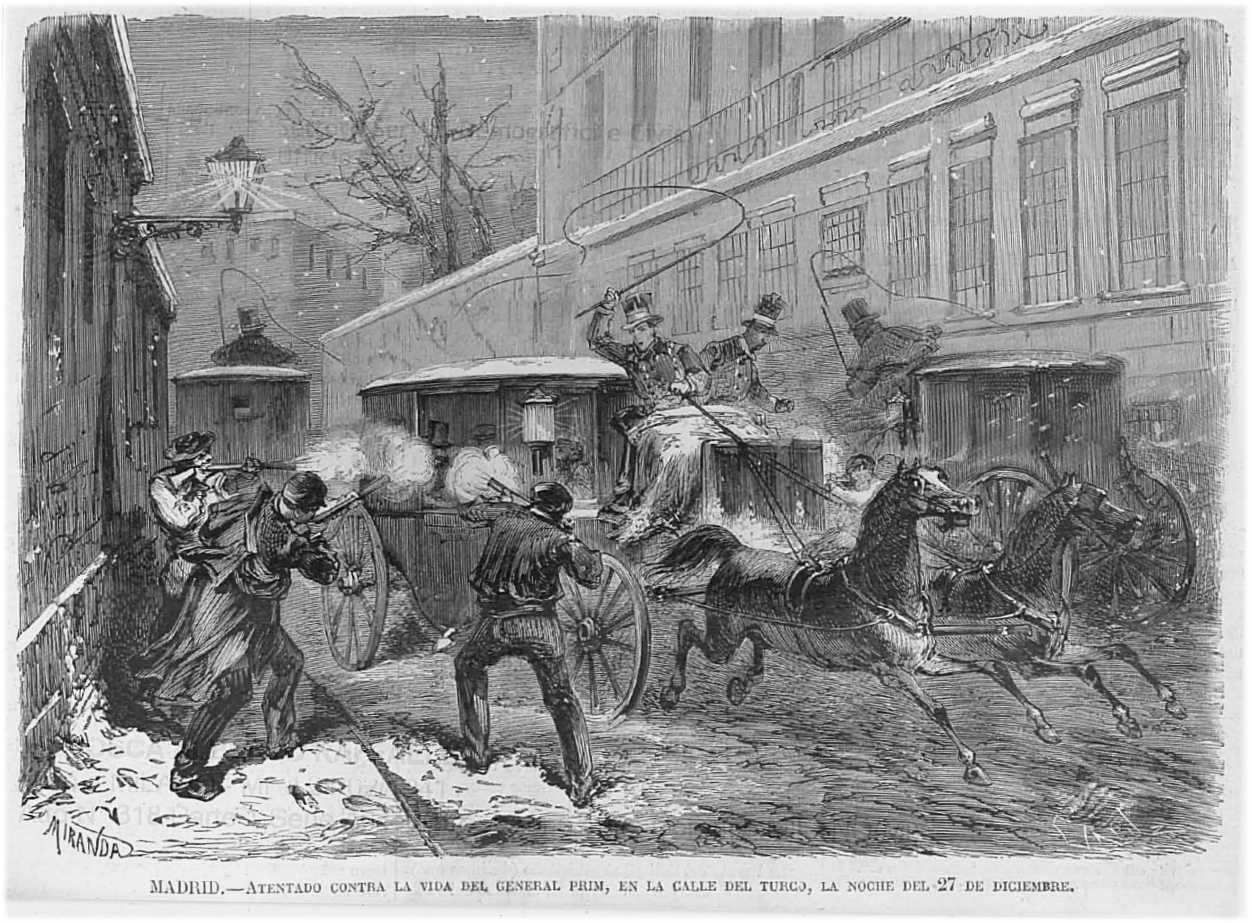
暗杀想象图
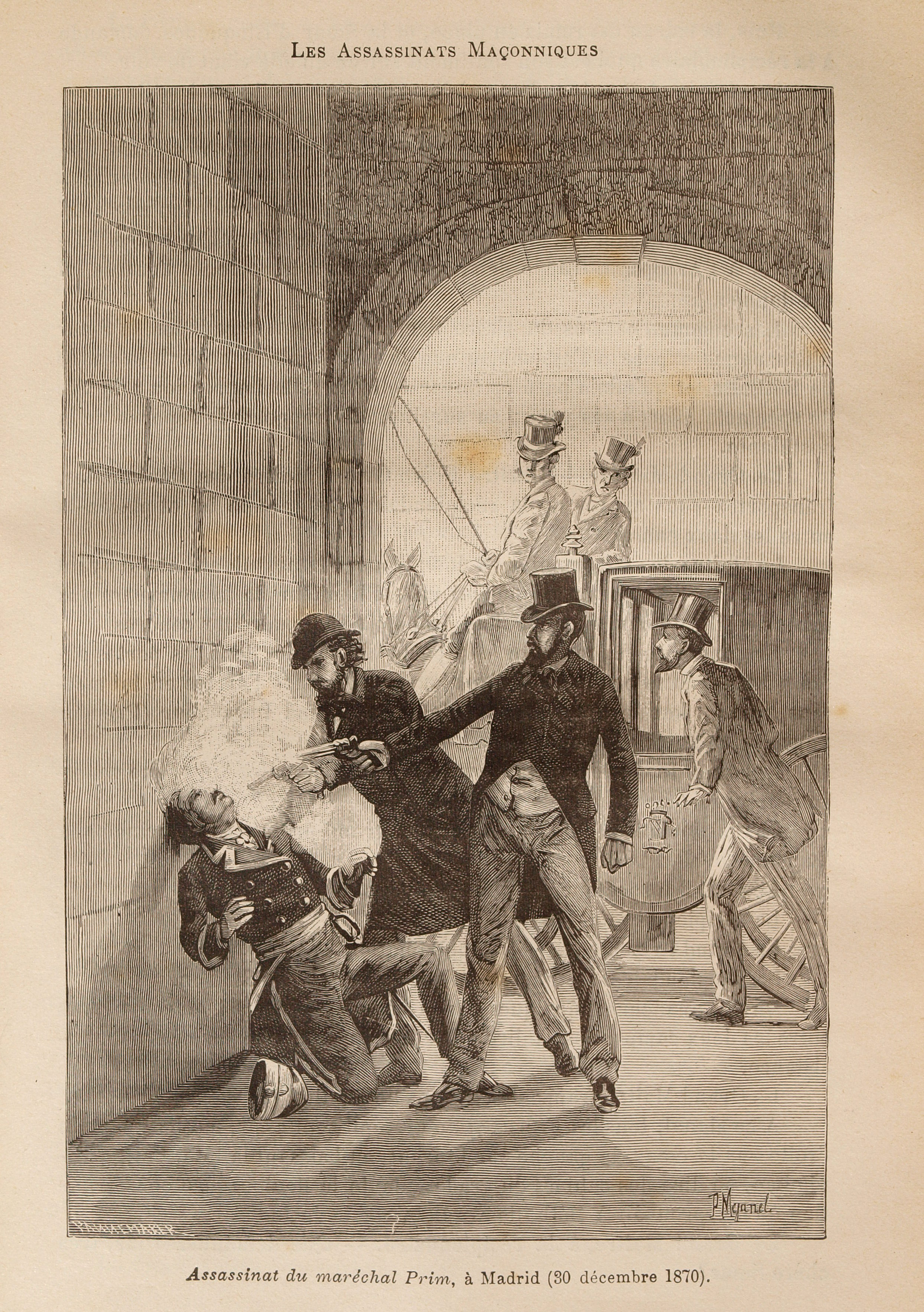
暗杀想象图
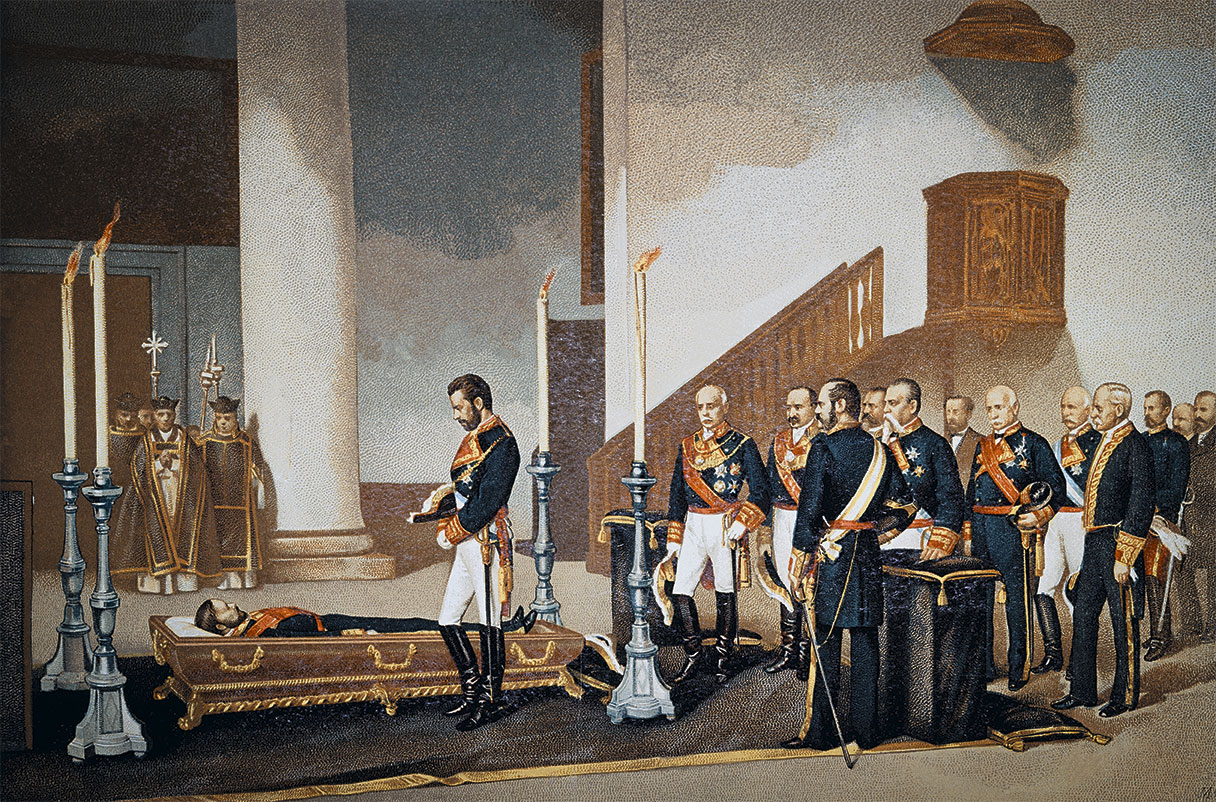
阿玛迪奥一世在胡安·普里姆的灵柩前
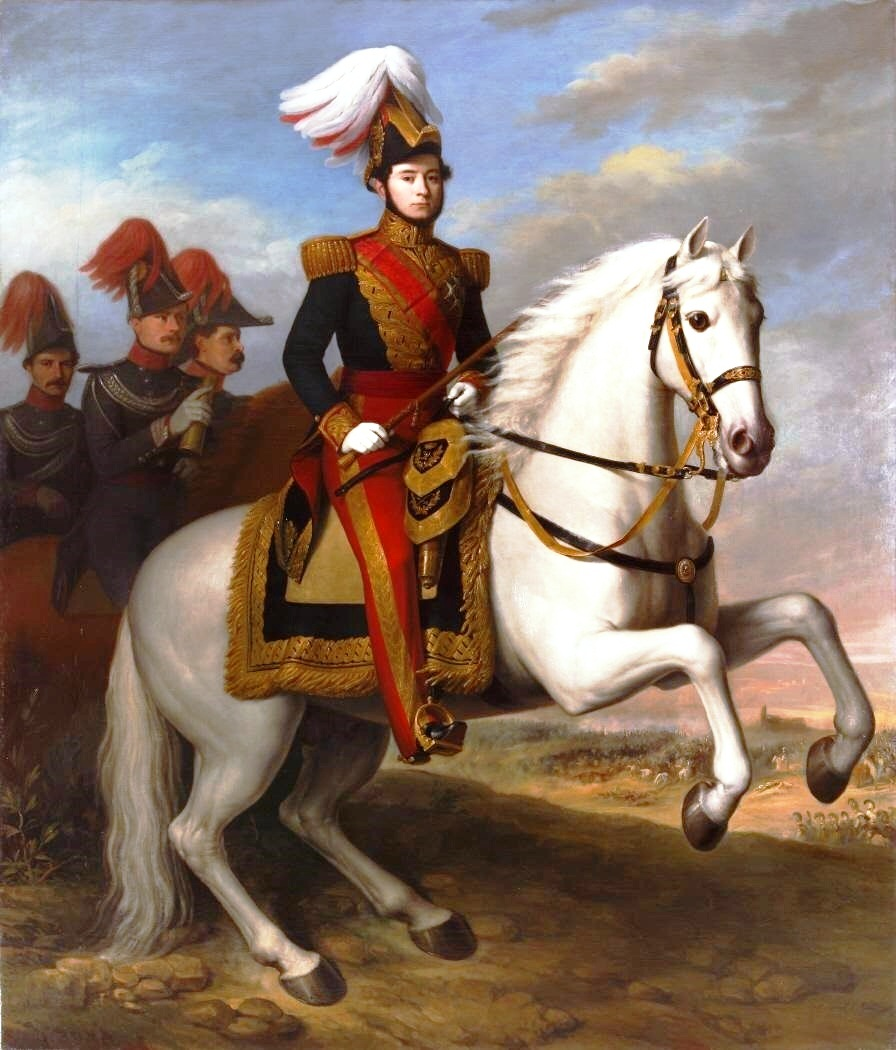
安东尼奥·马里亚·埃斯基维尔所绘肖像